# Klemens Marchisio
Klemens Marchisio, właśc. wł. Clemente Marchisio (ur. 1 marca 1833 w Racconigi k. Cuneo, zm. 16 grudnia 1903 w Rivalba k. Turynu w Piemoncie) – włoski ksiądz i proboszcz, założyciel Instytutu Córek św. Józefa (CFSG), błogosławiony Kościoła rzymskokatolickiego.
Klemens Marchisio był najstarszy z piątki rodzeństwa. W Turynie był uczniem św. Józefa Cafasso. W 1856 roku otrzymał święcenia kapłańskie. Najpierw zastępował proboszcza parafii w Cambiano, a następnie objął parafię w Rivalba Torinese, gdzie przez 47 lat sam był proboszczem. W 1877 założył wraz z Rozalią Sismondą (wł. Rosalie Sismonda) instytut zakonny dla kobiet na prawie papieskim Instytut Córek św. Józefa w Rivalbie (wł. Istituto delle Figlie di San Giuseppe di Rivalba). Instytut otrzymał dekret pochwalny 6 sierpnia 1901, a formalnie został zatwierdzony przez Stolicę Apostolską, w czasie pontyfikatu swego przyjaciela Piusa X, dopiero 9 lipca 1908 roku.
Klemens Marchisio zmarł w wieku 70 lat w 1903 roku śmiercią naturalną w opinii świętości.
Dekret o heroiczności jego cnót ogłosił 4 maja 1970 Paweł VI.
Beatyfikacji Klemensa Marchisio dokonał papież Jan Paweł II 30 września 1984.
Wspomnienie liturgiczne bł. Klemensa obchodzone jest w dzienną pamiątkę śmierci.